# 2011년 이스라엘 국경 시위
2011년 이스라엘 국경 시위는 2011년 5월 15일 나크바 날을 기념하는 팔레스타인인들에 의해 시작한 시위이다. 많은 사람들은 이집트 국경을 너머 가자 지구와 요르단강 서안 지구, 시리아, 레바논, 이집트, 요르단 사람들의 지지도 얻어 냈으며 이 도중 수십명이 사망했다. 6월 5일 시리아 국경에서 많은 시위가 일어나 23명의 시위대 일부가 사망했으며 이스라엘 병력의 방화로 350명이 부상당했다. 이스라엘 당국은 이 수치가 터무니없는 것이라며 일축하고 있다.

## 5월 15일
아랍의 봄 사태에 고무를 받은 팔레스타인 사람들은 페이스북을 사용해 대중적인 집결을 나크바의 날인 5월 15일에 열기로 했다. 3차 인티파다를 외친 웹페이지가 35만 표 이상의 "좋아요" 반응을 얻었으며 이스라엘 정부의 항의 전까지 계속된 반향을 일으켰다. 웹페이지는 팔레스타인인들의 결집과 함께 각국에 흩어져 살고 있는 사람들의 시위와 영토 회복에 대한 이야기를 피력했다.

### 이집트
이집트 시위 집행부는 몇 주 전부터 시위 준비를 위해 페이스북 페이지를 통해 국경 행진을 할 계획을 세우고 있었다. 5월 14일 토요일 수천명이 라파 협곡을 향해 나서면서 가자 지구 앞까지 행진하려는 과정에 있었고 카이로, 알렉산드리아, 수에즈, 다미에타, 시나이, 가르비야, 베니 수에프, 케나, 소하그 등지에서도 시위대가 동시다발적으로 활동하기 시작했다. 그러나 국방부의 명령으로 관광 버스 회사들은 버스를 집행부에 보내지 않았으며 몇 남지 않은 버스 또한 이집트 군력의 제지로 시위를 나서지 못했다.

### 요르단
요르단에서는 200명이 넘는 팔레스타인 학생들이 이스라엘 국경으로 행진하다 경찰력에 의해 제지당했고 6명이 부상당했다. 500명이 넘는 대규모의 시위대도 알렌비 다리 앞에서 제지당했으며 요르단 당국자는 25명이 부상당했고 이에 11명의 경찰도 포함된다고 말했다.

### 레바논
이스라엘 국경지대를 내려보는 마룬 알라스 마을의 정상에서 이벤트 행사를 벌이려는 의도가 진행되고 있었다. 3만 명 정도의 사람들이 모였으며 각지에 살던 팔레스타인 난민들도 이곳에 나왔다. 산에 오른 뒤 많은 사람들이 반대편으로 내려가려 시도하자 레바논 국경대원이 총을 발사했으나 저지하지 못했다. 사람들은 국경 펜스 앞에서 돌을 던지며 자신들의 권리를 주장하는 노래를 불렀던 것으로 알려졌다.
11명의 시위대 참가자가 사망하고 100명이 총격으로 다쳤으며 시위대는 퇴각했다. 이스라엘 측은 자신들의 총이 아닌 레바논 측의 총격에 의해 사망한 사람이 더 많았으며 비디오도 가지고 있으나 레바논 정국에 혼란을 줄 것을 고려해 비디오를 공개하지 않겠다는 입장을 밝혔다.

### 가자 지구와 서안 지구
5~600명 사이의 팔레스타인인이 에레스 사이의 국경 사이로 5월 15일에 행진하기 시작했다. 이스라엘 군은 산발적인 총격을 가했으며 총격이 일어나 1명이 사망하고 80명 정도가 다쳤다.
서안 지구에서는 새로운 청년운동을 요구하는 사람들이 세미나를 열고 비폭력저항주의를 주창하고자 3월 15일 행진을 준비했다. 카란디아를 기점으로 라마라와 예루살렘을 나눠 행진하다 많은 사람들이 팔레스타인 경찰에 의해 잡혔으며 이는 시위 실행 몇 달 전이었다. 5월 15일 천 명 이상의 사람들이 카란디아 난민수용소에서 출발해 라마라와 예루살렘 쪽으로 행진했으며 이스라엘 병력의 최루탄 발사로 대부분 와해됐다. 100명 가까운 팔레스타인 시위대가 이스라엘 병력과 대치하면서 7시간 동안 지속됐으며 돌을 던지는 행위가 지속되자 최루탄과 총알탄이 발사됐다. 80명이 넘는 시위대원이 다쳤다.

### 시리아
시리아에서는 전화와 인터넷을 통해 팔레스타인 난민들이 시위를 계획했으며 대부분은 어떤 정당 소속도 아닌 팔레스타인 대학생들로서 3차 인티파다를 열고자 시위를 계획했다. 시위대는 팔레스타인 깃발들을 흔들며 이스라엘-시리아 국경지대에 나타났으며 행진하며 펜스를 넘으려 골란 고원 쪽으로의 접근을 시도했다. 1차 물결로 인해 시리아 경찰이 제지했으나 더 많은 두 번째 시위대가 들이닥치자 이 방어벽이 무너지면서 이스라엘 경비대원이 총기를 발사했다. 4명의 시위대원이 사망하고 수십명이 부상당했다. 팔레스타인 난민이 사망한 것으로 알려졌으며 이들의 신원 또한 영국의 가디언이 파악한 상태다.
이스라엘 당국은 천 명 이상이 들이닥치자 발포한 것일 뿐이며 이들 중에는 300명의 아이들도 있어 이들이 펜스 쪽으로 돌진했다고 상황을 설명했다. 수백명의 사람들이 가까스로 마흐달 샴스 마을로 거슬러 들어갔다. 마을에서의 추가적인 충돌로 이스라엘 측에서도 수십명의 사상자가 나왔으며 두 명의 시위대가 체포돼 억류됐으나 다시 본국으로 송환됐다.